# Torre Chiapas
La Torre Chiapas es un edificio ubicado en la ciudad de Tuxtla Gutiérrez, Chiapas, México, el primer edificio con más de 20 niveles en la ciudad y en el estado. Es el edificio más alto del estado y el tercer más alto del sureste del país. La estructura está ubicada a las afueras de la ciudad, en el cruce del Libramiento Norte con la Calzada Andrés Serra Rojas. Es parte de un proyecto de expansión del Centro de Convenciones y Poliforum Chiapas, en el que también se ofrecen servicios y trámites ciudadanos. Tiene 22 pisos, y una altura de 104 metros sobre el nivel del piso, con 20 metros de cimientos. La construcción se inició en marzo del 2009, trabajó la responsabilidad de la Constructora GIA+A. El presupuesto asignado es de $1,142,729,735.86 pesos mexicanos, equivalente a 81,623,552 USD dólares estadounidenses.
El edificio alberga oficinas de gobierno. Tiene un helipuerto y contemplaba un restaurante en el piso superior. El diseño del edificio fue inspirado con motivos  culturales e históricos del estado. Cuenta con cristales gravados con jeroglíficos mayas y poesía de poetas Chiapanecos tales como Rosario Castellanos y Jaime Sabines. El acceso al edificio se lleva a cabo a través de una figura re-interpretativa del Arco Maya. El edificio cuenta con distintos dispositivos inteligentes y orientados a lograr un uso eficiente de los recursos naturales.
La Torre Chiapas está compuesta de: un helipuerto y 22 pisos con un rastreador de coordenadas, oficinas, estudio de televisión de TV Azteca Chiapas, las oficinas de las secretarías de Hacienda, de Turismo, Economía, Función Pública, Instituto de la Consejería Jurídica y de Asistencia Legal, así como una oficina de atención de Relaciones Exteriores y oficinas del H. Ayuntamiento, de Relaciones Internacionales, entidades como Instituto del Agua, Biodiésel, Instituto de la Juventud y del Instituto de Comunicación Social.